# Cultura de Macau

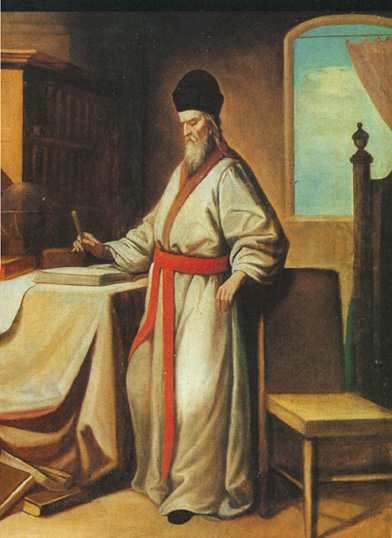
Matteo Ricci

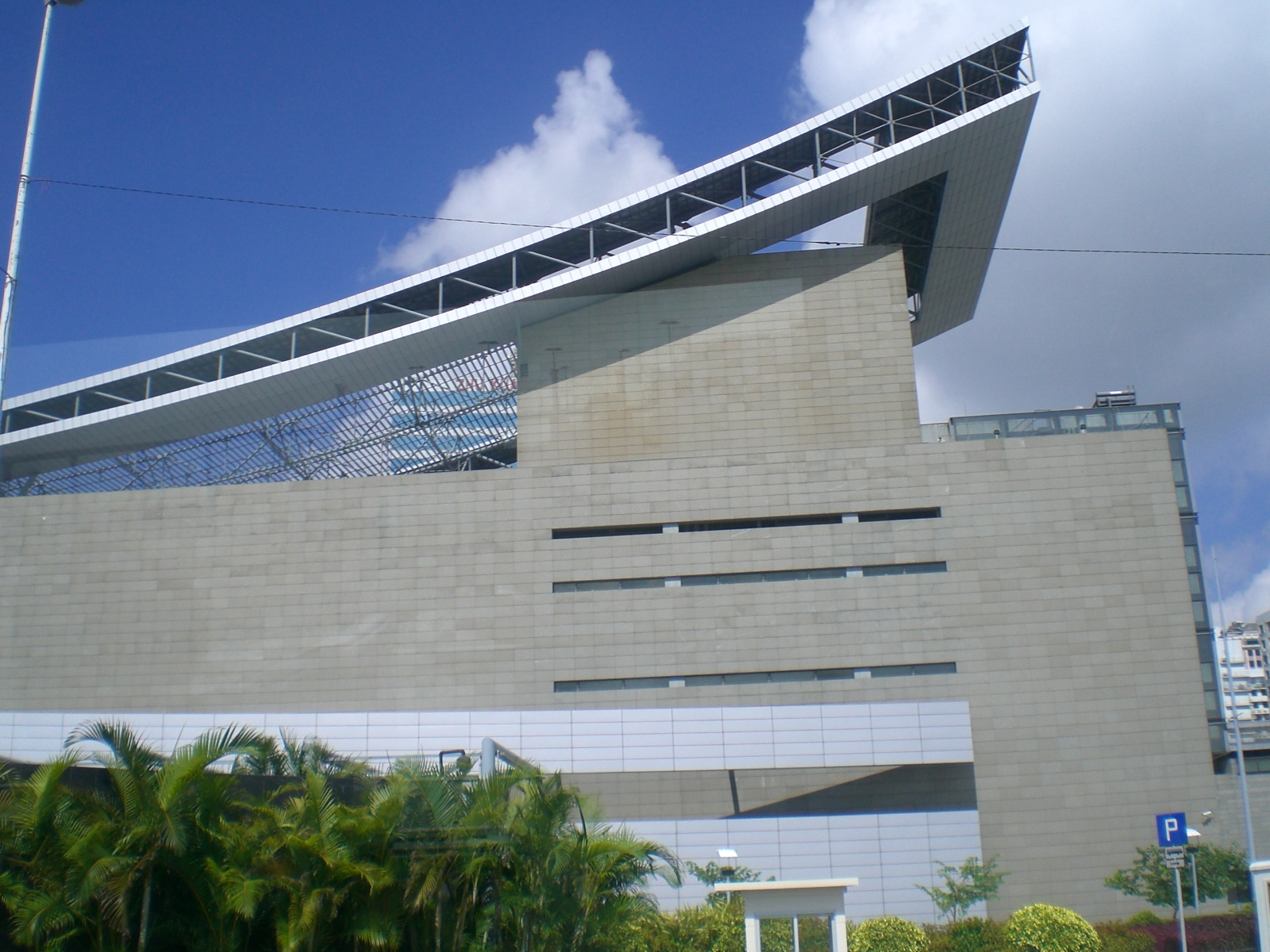
Centro Cultural de Macau

A cultura de Macau é muitas vezes caracterizada como um ponto de encontro, de coexistência harmoniosa e de intercâmbio multicultural (principalmente entre a cultura chinesa e ocidental), e consequentemente, um sítio onde se convergem muitos valores, crenças religiosas, costumes, hábitos, tradições e estilos arquitectónicos, contribuindo para o aparecimento de uma cultura única e própria de Macau, que constitui uma das especificidades desta região administrativa especial da República Popular da China. Tudo isto deve-se principalmente à localização de Macau em território da China e à outrora colonização portuguesa de Macau. 
Os portugueses expediram muitos missionários católicos a Macau, entre os quais o ocidental mais famoso na China, Matteo Ricci. Mas também a arte, a literatura clássica, a medicina e filosofia chinesa vinham à Europa via Macau.
A população de Macau é composta maioritariamente (mais de 94%) por chineses de etnia Han e também por uma minoria (cerca de 1,7%) de portugueses e macaenses. As línguas oficiais são o Cantonês e o Português, mas a primeira língua é o cantonês. Os macaenses, que são todos aqueles que têm uma ascendência portuguesa e asiática (ex: chinesa, malaia, indiana e cingalesa), têm a sua própria cultura e maneira de viver, bem como o seu próprio crioulo, o patuá macaense. Este crioulo é baseado no português e fortemente influenciado pelo cantonês, pelo malaio e por muitas outras línguas . Tudo isto é fruto do longo e histórico convívio, coexistência e intercâmbio entre as culturas ocidental e oriental.
Este encontro harmonioso de culturas é revelado também, como por exemplo, no calendário dos feriados e das festividades de Macau, destacando-se como por exemplo o Ano Novo Lunar Chinês, o Dia do Buda, o Natal e a Páscoa.
O Governo da RAEM, mais precisamente o Instituto Cultural e também por vezes o Instituto dos Assuntos Cívicos e Municipais, organiza muitos espectáculos, concertos e actividades e eventos recreativos e culturais, destacando-se o Concurso de Jovens Músicos de Macau (realizado no Verão), a Exposição de Artes Visuais, o Festival Internacional de Música (realizado em Outubro) e o Festival de Artes de Macau (realizado em Março).
O Instituto Cultural (IC) possui, ao serviço do público, uma importante rede de bibliotecas públicas, pondo em disposição mais de 541 mil volumes e 24 mil objectos multimédia, e assegura também o funcionamento e manutenção do Arquivo Histórico de Macau, que tem como objectivo principal recolher, tratar, preservar e difundir documentos com valor histórico.
Macau possui também muitos museus, destacando-se o Museu de Macau e o Museu Marítimo, e um centro cultural (o Centro Cultural de Macau), que tem aproximadamente uma área de 45 mil metros quadrados, constituindo um local apropriado para a realização de exposições, espectáculos e actividades e eventos culturais .

## Património Mundial da Humanidade

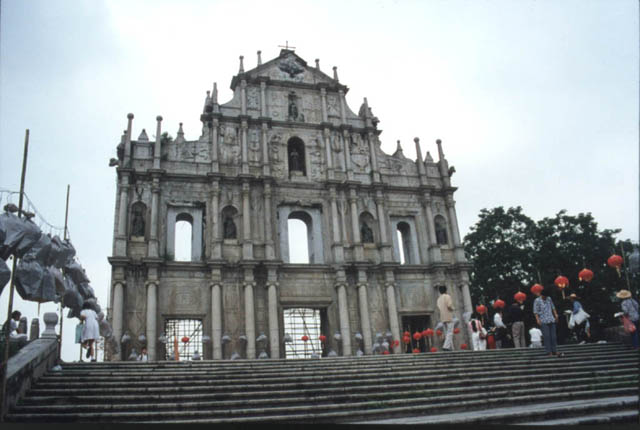
Ruínas de São Paulo, um dos monumentos mais famosos do Centro Histórico de Macau.

A protecção, valorização e preservação do património histórico, arquitectónico e cultural de Macau é uma prioridade importante do Governo da RAEM, que elaborou várias leis, medidas, directrizes e políticas claras e eficazes neste campo, que constitui uma atracção turística de grande importância. 
Dezenas de edifícios e lugares históricos, devido ao seu valor único e universal, foram até incluidos na lista dos Patrimónios Mundiais da Humanidade da UNESCO, no dia 15 de Julho de 2005. A partir daquele momento, este conjunto arquitectónico histórico passou a chamar-se de Centro Histórico de Macau .
Este conjunto arquitectónico, localizado totalmente em espaços urbanos, é constituído pelos seguintes edifícios e lugares: Templo de A-Má, Quartel dos Mouros, Casa do Mandarim, Igreja de São Lourenço, Seminário e Igreja de São José, Teatro D. Pedro V, a Biblioteca Sir Robert Ho Tung, Igreja de Santo Agostinho, Leal Senado, Templo de Sam Kai Vui Kun, Santa Casa da Misericórdia, Igreja da Sé, Casa de Lou Kau, Igreja de São Domingos, Ruínas de S. Paulo, Templo de Na Tcha, Troço das Antigas Muralhas de Defesa, Fortaleza do Monte, Igreja de Santo António, Casa Garden, Cemitério Protestante (incluindo a Capela), Fortaleza da Guia (incluindo a Capela e o Farol), Largo da Barra, Largo do Lilau, Largo de Santo Agostinho, Largo do Senado, Largo da Sé, Largo de São Domingos, Largo da Companhia de Jesus e Largo de Camões. Todos eles foram reconhecidos como fazendo parte da história mundial, pois ilustram bem um dos primeiros e mais duradouros encontros entre a China e o mundo ocidental .

## Feriados
Segue-se uma lista dos feriados da Região Administrativa Especial de Macau:
| Data           | Nome                                                                           | Observações                                                                       |
| -------------- | ------------------------------------------------------------------------------ | --------------------------------------------------------------------------------- |
| 1 de Janeiro   | Ano Novo (ou Fraternidade Universal)                                           |                                                                                   |
| Variável       | Ano Novo Lunar Chinês                                                          | Celebrado normalmente em finais de Janeiro e princípios de Fevereiro.             |
| Variável       | Cheng Ming                                                                     | Dia de Finados na tradição chinesa, celebrado normalmente em Abril.               |
| Variável       | Morte de Cristo                                                                | Celebrado numa sexta-feira, normalmente em finais de Março e princípios de Abril. |
| Variável       | Véspera da Ressureição de Cristo                                               | Celebrado num sábado, um dia depois da Morte de Cristo.                           |
| 1 de Maio      | Dia do Trabalhador                                                             |                                                                                   |
| 11 de Maio     | Dia do Buda                                                                    |                                                                                   |
| 6 de Junho     | Tung Ng (ou Barco Dragão)                                                      |                                                                                   |
| 13 de Setembro | Dia seguinte ao Chong Chao (ou Bolo Lunar)                                     |                                                                                   |
| 1 de Outubro   | Implantação da República Popular da China                                      |                                                                                   |
| 2 de Outubro   | Dia seguinte à Implantação da República Popular da China                       |                                                                                   |
| 6 de Outubro   | Chong Yeong (ou Culto dos Antepassados)                                        | Dia reservado ao culto dos antepassados na tradição chinesa.                      |
| 2 de Novembro  | Dia de Finados                                                                 | Celebrado por pessoas de tradição católica e ocidental.                           |
| 8 de Dezembro  | Imaculada Conceição                                                            |                                                                                   |
| 20 de Dezembro | Dia Comemorativo do Estabelecimento da Região Administrativa Especial de Macau |                                                                                   |
| 21 de Dezembro | Solstício de Inverno                                                           |                                                                                   |
| 24 de Dezembro | Véspera de Natal                                                               |                                                                                   |
| 25 de Dezembro | Natal                                                                          |                                                                                   |